# Anthogonidae
Anthogonidae es una familia de milpiés. Sus 32 especies reconocidas son endémicas del Paleártico.

## Géneros
Se reconocen los siguientes:
- Anthogona Ribaut, 1913
- Camptogona Brölemann, 1935
- Cranogona Ribaut, 1913
- Escualdosoma Mauriès, 1965
- Haasia Bollman, 1893
- Macrochaetosoma Absolon & Lang, 1933
- Vascanthogona Mauriès & Barraqueta, 1985